# 広信良
広 信良（ひろ のぶよし、1931年〈昭和36年〉1月19日- 2014年12月4日 ）は、日本の経営者。大同生命保険社長、会長を務めた。

## 来歴・人物
兵庫県出身。1954年に同志社大学経済学部を卒業し、同年4月に日興證券に入社した。1981年12月に取締役に就任し、1983年9月に常務、1985年11月に専務を経て、1987年8月に副社長に就任し、1990年6月には東京証券社長に就任した。1995年6月に会長に就任し、1998年4月には相談役に就任。
2014年12月4日、慢性心不全のために死去。83歳没。